# Вараз Трдат I
Вараз Трдат I (*д/н — 705) — верховний князь Кавказької Албанії у 670—705 роках (з 681 року — цар).

## Життєпис
Походив з династії Міхранідів. Син князя Вараз-Пероза, який помер або загинув у 660-х роках У 670 році ймовірно Вараз Трдат брав участь у змові проти свого стрийка Джеваншира, верховного князя Кавказької Албанії. Після цього оголосив себе правителем, але вимушений був тривалий час боротися проти Хозарськогок аганату, союзника Джеваншира, та місцевих князів й родичів, що не визнали владу Вараз Трдата.
За допомогою візантійського імператора Костянтина IV затвердився у 680 році при владі. У 681 році відбулася офіційна коронація. З цього часу йменується царем. Продовжував союз з сином Костянтина IV — Юстиніаном II. Разом з останнім намагався організувати спротив Арабському халіфату. У 685 році відновив союз з Хозарським каганом.
У 694 році розділив владу з синами Гагіком та Варданом. Того ж року прибув до Константинополя, де опинився фактично у почесному полоні. Разом з візантійцями Кавказькою Албанією стали керувати його сини під регентством матері Спарами.
У 699 році звільнився та отримав титул патрік-екзарха. Спирався на підтримку візантійців. Водночас вірменське духівництво домоглося від арабського халіфа Абд аль-Маліка підпорядкування Албанської православної церкви Вірменській Апостольській церкві, що спричинило розкол першої та призвело до послаблення єдності албанів, їх опору арабам.
Помер Вараз Трдат I у 705 році. Йому спадкували сини Гагік і Вардан.